# Vito Corleone
Vito Andolini Corleone is een roman- en filmpersonage, ook bekend als The Godfather (De Peetvader). Hij is het hoofd van een van de vijf maffiafamilies van New York in Mario Puzo's boek De Peetvader, en in de verfilming van het boek uit 1972. Zijn rol in de film wordt gespeeld door Marlon Brando in The Godfather. Robert De Niro speelt de jonge versie van Don Vito in The Godfather Part II.

## Biografie
Vito Andolini wordt geboren in 1891 in het dorpje Corleone op Sicilië. Door de plaatselijke Don Ciccio worden zijn ouders en zijn broer vermoord. Vito weet te ontvluchten en gaat per boot naar New York waar hij, door een fout van de douane, de naam Vito Andolini Corleone krijgt. Jaren later keert Vito terug om wraak te nemen op Don Ciccio.
Hij komt in een Italiaanse wijk in New York terecht waar Don Fanucci de dienst uitmaakt en veel geld van de bewoners weet af te troggelen. Nadat Fanucci gehoord heeft dat Vito geld verdient met misdaden, probeert hij ook Vito af te troggelen. Vito gaat er eerst op in, waarna hij Fanucci dezelfde dag vermoordt. Vito weet samen met Genco Abbandando, Peter Clemenza en Salvatore Tessio veel geld te verdienen in de olijfoliehandel. Hij weet tegelijk ook zijn naam te vestigen in zijn buurt, en bouwt langzamerhand zijn plek op in de georganiseerde misdaad.
Vito en zijn vrouw Carmella Corleone krijgen vier kinderen, Santino (Sonny), Frederico (Fredo), Michael en Constanzia (Connie). Tom Hagen komt later ook bij de familie maar die wordt nooit officieel geadopteerd.
Vito weet veel geld te verdienen met illegale casino's, smokkel en moord. Hij komt bekend te staan als iemand die loyaliteit heel hoog heeft staan en zijn familie als het allerbelangrijkste beschouwt.
In 1946 zijn de spanningen tussen de vijf families hoog opgelopen en wordt er door Virgil Sollozzo een aanslag gepleegd op Vito. Hij overleeft het, maar hij wordt nooit meer de oude, zeker niet wanneer zijn zoon Sonny vermoord wordt. Vito weet dat zijn oude vijand Don Emilio Barzini de dader is. Vito laat Michael de nieuwe Don worden en sterft in 1955 aan een hartaanval terwijl hij met zijn kleinzoon Anthony in de tuin aan het spelen is.